# Андреа Белуцці
Андреа Белуцці (італ. Andrea Belluzzi; нар. 23 березня 1968, Сан-Марино, Сан-Марино) — політичний діяч Сан-Марино, капітан-регент Сан-Марино з 1 квітня по 1 жовтня 2015 року.

## Біографія
Андреа Беллуци народився в столиці Сан-Марино в березні 1968 року. З 1998 року працював адвокатом, деякий час був юрист-консультантом Центрального банку Сан-Марино. З 2003 по 2005 роки він очолював федерацію автоспорту Сан-Марино.
Вступив у 2007 році в Партію соціалістів і демократів. В середині березня 2015 року був обраний Капітаном-регентом Сан-Марино на 2015 рік з 1 квітня по 1 жовтня.

## Нагороди
У середині вересня 2015 року був нагороджений Великим Хрестом Ордена Святого Карла (Монако).

## Родина
Андреа Беллуци одружений виховує сина, сім'я проживає у столиці Сан-Марино.